# Michael Hartmann (Journalist)
Michael Hartmann (* 27. Oktober 1948; † 22. Januar 2019) war ein deutscher Journalist und bis 2002 Chefredakteur der Westdeutschen Zeitung („WZ“). Ein Verfahren um seine Verstrickung im Wuppertaler GWG-Korruptionsskandal in den 1990er Jahren wurde 2004 gegen Zahlung einer Geldbuße eingestellt. Zuletzt war er als Berater für Öffentlichkeitsarbeit tätig.

## Leben
Hartmann blickte nach eigenen Angaben auf eine über dreißigjährige journalistische Tätigkeit zurück. Er war langjähriger Chefredakteur der „WZ“ bis 2002.
In dem Prozess zum GWG-Skandal um die Wohnungsbaugesellschaft „GWG“, der durch Finanzschiebereien zu einem Gesamtschaden von rund 15 Millionen Euro geführt haben soll, sagte der beschuldigte Berater Gerd Kolbe aus, Hartmann als Chefredakteur der Westdeutschen Zeitung 50.000 DM für wohlwollende Berichterstattung beim Verkauf des Geländes der Brauerei Carl Bremme gegeben zu haben. Auch sei Hartmann bei Immobiliengeschäften als Vermittler aufgetreten.
Die Welt berichtete im September 2002 weiter: „Regelmäßig soll das Ehepaar Hartmann, so steht es in den Ermittlungsakten, bedeutende Geschenke erhalten haben: Ein Pelzmantel, zwei Cartier-Kerzenleuchter, üppige Abendessen, auch Bargeld hielten demnach den Journalisten und seine Frau bei Laune. Hartmann selbst erhielt demnach von einem der heute Hauptverdächtigen auch zwei Armbanduhren, eine Audemars Piguet und eine goldene Ebel mit blauem Lederarmband. Besorgt wurden die Uhren angeblich über einen anderen Wuppertaler Prominenten, den Telekommunikationsunternehmer Helmut Schmidt. Dieser, Organisator des „Freundeskreises Johannes Rau“, sorgte regelmäßig dafür, dass sein Duzfreund im Regierungshubschrauber auf dem Wuppertaler Firmengelände einschweben konnte“.
Hartmann hatte sich laut Staatsanwaltschaft Wuppertal bei der „GWG“ für den überteuerten Kauf des Bremme-Geländes eingesetzt und dafür von seinem Auftraggeber umgerechnet 23.000 Euro erhalten. Der Branchendienst kressreport berichtete, Hartmann habe für „redaktionelle Unterstützung“ gesorgt. Der Kauf des Geländes wäre mit positiven Berichten in der „WZ“ begleitet worden. Hartmann war mehrere Jahre stiller Teilhaber der Wuppertaler Agentur für Öffentlichkeitsarbeit Klaus GmbH Public Relations gewesen, die der lokalen Presse zuarbeitete – so auch der „WZ“ – und die Presse-Arbeit für die „GWG“ erledigte. Hartmann wies die Vorwürfe zurück.
Im August 2002 hieß es von Seiten des Girardet-Verlages: „...die meisten Redakteure der „WZ“ [gehen davon aus], dass Herr Michael Hartmann Chefredakteur der 'Westdeutschen Zeitung' bleibt.“ Die Vorwürfe gegen Hartmann schädigten jedoch den Ruf der „WZ“ und des Girardet-Verlags nachhaltig, so dass sich die Geschäftsführung gezwungen sah, ihren Chefredakteur im Oktober 2002 zunächst zu „beurlauben“. Hartmann bat den Verlag, ihn von allen Aufgaben zu entbinden, und verließ darauf die „WZ“. Der stellvertretende Chefredakteur Wolfgang Radau übernahm Hartmanns Aufgaben kommissarisch, bis am 28. September 2002 Friedrich Roeingh zum Nachfolger bestimmt wurde.
Das Verfahren gegen Hartmann wegen Beihilfe zur Untreue in einem besonders schweren Fall wurde 2004 unter Auflagen und gegen eine Geldbuße von 46.000 Euro durch das Landgericht Wuppertal eingestellt.
Hartmann war später Chefredakteur von hartmannpresse.de und als Berater für „Media-Coaching“ in den Bereichen Kommunikation, Beratung und Öffentlichkeitsarbeit tätig. Firmensitz war das unter Denkmalschutz stehende Gebäude Talsperrenstraße 51 im Wohnquartier Blutfinke des Stadtbezirks Ronsdorf in Wuppertal.